# Coke Zero Sugar 400
De Coke Zero Sugar 400 is een race uit de NASCAR Cup Series. De race wordt op of rond Independence Day gehouden op de Daytona International Speedway over een afstand van 400 mijl of 643,7 km. De eerste editie werd gehouden in 1959 en gewonnen door Fireball Roberts. Het is na de Daytona 500 de tweede race die jaarlijks op het circuit gehouden wordt.

## Namen van de race
- Firecracker 250 (1959 - 1962)
- Firecracker 400 (1963 - 1984)
- Pepsi Firecracker 400 (1985)
- Firecracker 400 (1986 - 1988)
- Pepsi 400 (1989 - 2007)
- Coke Zero 400 (2008 - heden)

## Winnaars
| Jaar                  | Winnaar            | Auto            |
| Firecracker 250       | Firecracker 250    | Firecracker 250 |
| --------------------- | ------------------ | --------------- |
| 1959                  | Fireball Roberts   | Pontiac         |
| 1960                  | Jack Smith         | Pontiac         |
| 1961                  | David Pearson      | Pontiac         |
| 1962                  | Fireball Roberts   | Pontiac         |
| Firecracker 400       |                    |                 |
| 1963                  | Fireball Roberts   | Ford            |
| 1964                  | A.J. Foyt          | Dodge           |
| 1965                  | A.J. Foyt          | Ford            |
| 1966                  | Sam McQuagg        | Dodge           |
| 1967                  | Cale Yarborough    | Ford            |
| 1968                  | Cale Yarborough    | Mercury         |
| 1969                  | LeeRoy Yarbrough   | Ford            |
| 1970                  | Donnie Allison     | Ford            |
| 1971                  | Bobby Isaac        | Dodge           |
| 1972                  | David Pearson      | Mercury         |
| 1973                  | David Pearson      | Mercury         |
| 1974                  | David Pearson      | Mercury         |
| 1975                  | Richard Petty      | Dodge           |
| 1976                  | Cale Yarborough    | Buick           |
| 1977                  | Richard Petty      | Dodge           |
| 1978                  | David Pearson      | Mercury         |
| 1979                  | Neil Bonnett       | Mercury         |
| 1980                  | Bobby Allison      | Mercury         |
| 1981                  | Cale Yarborough    | Buick           |
| 1982                  | Bobby Allison      | Buick           |
| 1983                  | Buddy Baker        | Ford            |
| 1984                  | Richard Petty      | Pontiac         |
| Pepsi Firecracker 400 |                    |                 |
| 1985                  | Greg Sacks         | Chevrolet       |
| Firecracker 400       |                    |                 |
| 1986                  | Tim Richmond       | Chevrolet       |
| 1987                  | Bobby Allison      | Buick           |
| 1988                  | Bill Elliott       | Ford            |
| Pepsi 400             |                    |                 |
| 1989                  | Davey Allison      | Ford            |
| 1990                  | Dale Earnhardt     | Chevrolet       |
| 1991                  | Bill Elliott       | Ford            |
| 1992                  | Ernie Irvan        | Chevrolet       |
| 1993                  | Dale Earnhardt     | Chevrolet       |
| 1994                  | Jimmy Spencer      | Ford            |
| 1995                  | Jeff Gordon        | Chevrolet       |
| 1996                  | Sterling Marlin    | Chevrolet       |
| 1997                  | John Andretti      | Ford            |
| 1998                  | Jeff Gordon        | Chevrolet       |
| 1999                  | Dale Jarrett       | Ford            |
| 2000                  | Jeff Burton        | Ford            |
| 2001                  | Dale Earnhardt jr. | Chevrolet       |
| 2002                  | Michael Waltrip    | Chevrolet       |
| 2003                  | Greg Biffle        | Ford            |
| 2004                  | Jeff Gordon        | Chevrolet       |
| 2005                  | Tony Stewart       | Chevrolet       |
| 2006                  | Tony Stewart       | Chevrolet       |
| 2007                  | Jamie McMurray     | Ford            |
| Coke Zero 400         |                    |                 |
| 2008                  | Kyle Busch         | Toyota          |
| 2009                  | Tony Stewart       | Chevrolet       |
| 2010                  | Kevin Harvick      | Chevrolet       |
| 2011                  | David Ragan        | Ford            |
| 2012                  | Tony Stewart       | Chevrolet       |
| 2013                  | Jimmie Johnson     | Chevrolet       |

Huidige races:
Can-Am Duel ·
Daytona 500 ·
Subway Fresh Fit 500 ·
Kobalt Tools 400 ·
Food City 500 ·
Auto Club 400 ·
STP Gas Booster 500 ·
NRA 500 ·
Aaron's 499 ·
Toyota Owners 400 ·
Bojangles' Southern 500 ·
FedEx 400 ·
Coca-Cola 600 ·
STP 400 ·
Pocono 400 ·
Quicken Loans 400 ·
Toyota/Save Mart 350 ·
Coke Zero 400 ·
Quaker State 400 ·
Camping World RV Sales 301 ·
Brickyard 400 ·
Gobowling.com 400 ·
Cheez-It 355 at The Glen ·
Pure Michigan 400 ·
Irwin Tools Night Race ·
AdvoCare 500 (Atlanta Motor Speedway) ·
Federated Auto Parts 400 ·
Geico 400 ·
Sylvania 300 ·
AAA 400 ·
Hollywood Casino 400 ·
Bank of America 500 ·
Camping World RV Sales 500 ·
Goody's Headache Relief Shot 500 ·
AAA Texas 500 ·
AdvoCare 500 (Phoenix International Raceway) ·
Ford EcoBoost 400

Voormalige races:

Buddy Shuman 276 ·
Budweiser 400 ·
Budweiser NASCAR 400 ·
Columbia 200 ·
Coors 420 ·
First Union 400 ·
Greenville 200 ·
Hickory 276 ·
Kobalt Tools 500 (Atlanta Motor Speedway) ·
Los Angeles Times 500 ·
Mountain Dew Southern 500 ·
Northern 300 ·
Pepsi 420 ·
Pepsi Max 400 ·
Pickens 200 ·
Pop Secret Microwave Popcorn 400 ·
Sandlapper 200 ·
Subway 400 ·
Tyson Holly Farms 400 ·
Winston Western 500